# Siphonochiloideae
Siphonochiloideae es una subfamilia de plantas con flores perteneciente a la familia Zingiberaceae. Tiene los siguientes tribus y géneros:

## Tribus y Géneros
- Tribu: Siphonochileae
  - Géneros: Siphonochilus

- Datos: Q6129423
- Multimedia: Siphonochiloideae / Q6129423
- Especies: Siphonochiloideae